# Philippe Goffin (animateur)
Pour les articles homonymes, voir Goffin.
Philippe Goffin (né à Arlon le 8 janvier 1953) est un journaliste et animateur de télévision belge.

## Biographie
Historien de formation (Université catholique de Louvain), il a été animateur et journaliste dans les années 1980 sur RTL Télévision et M6, puis chargé de communication pour la chaine RTL9. Il a ensuite été désigné par le gouvernement belge pour assumer la fonction de vice-président du Conseil supérieur de l'audiovisuel belge jusqu'en octobre 2007.